# Megachile santaremensis
Megachile santaremensis är en biart som beskrevs av Mitchell 1930. Megachile santaremensis ingår i släktet tapetserarbin, och familjen buksamlarbin. Inga underarter finns listade i Catalogue of Life.